# 132-я стрелковая дивизия
132-я стрелковая дивизия — воинское соединение Вооружённых сил СССР в Великой Отечественной войне. Сформирована в 1939 году на базе 88-го стрелкового Красноуфимского Краснознамённого полка 30-й стрелковой дивизии. Полное название: 132-я стрелковая Бахмачско-Варшавская дважды Краснознамённая ордена Суворова дивизия.

## История

### Формирование дивизии
История дивизии прослеживается с первых дней существования Красной Армии.  В годы Гражданской войны в Уфе из рабочих была сформирована вооруженная бригада, которая воевала с Колчаком и прошла от Урала до Байкала. В Иркутске бригаду переформировали в 88-й Красноуфимский полк, который вошел в состав 30-й Иркутской стрелковой дивизии, возглавляемой В. К. Блюхер. За подвиги в Гражданской войне 88-й Красноуфимский полк был награжден орденом Красного Знамени.
132-я дивизия была официально сформирована в 1939 году в городе Павлоград на базе 88-го стрелкового Красноуфимского Краснознамённого полка 30-й стрелковой дивизии. Командиром дивизии  был назначен комбриг Бирюзов С. С. До войны дивизия постоянно дислоцировалась в районе Потлавы (Полтава, Миргород, Красноград).
На 22 июня 1941 года дивизия находилась в полевом лагере у станции Яреськи Шишацкого района Полтавской области, на берегу реки Псел, где проходили учения с боевой стрельбой.  Сразу после объявления войны была объявлена боевая тревога и в полках состоялись митинги. В тот же день части дивизии походным порядком убыли к местам своей постоянной дислокации, где прошло экстренное доукомплектование до штата военного времени. 

### Отступление и окружения
На фронт дивизия отправилась уже 8 июля, но по ошибке оказалась в расположении 13-й армии. В первый бой части дивизии вступили ещё находясь в железнодорожном эшелоне на станции Чаусы, пока остальные подразделения находились в пути от Полтавы. Железную дорогу от станции Чаусы немцы разбомбили, и дивизия 12 июля была включена в состав 13-й армии. Части дивизии, прибывшие в район Чаус, были брошены в бой на рубеже Быховского плацдарма юго-западнее Чаус в районе Копани и Усушек. 13 июля 1941 года ранним утром совместно с 137-й стрелковой дивизии состоялся бой с танковой группой Гудериана, где дивизия понесла первые потери. Немецкие войска изменили направление удара, и в тот же день дивизия попала в окружение. Несмотря на большие потери при выходе из окружения и из-за преследования, после форсирования на подручных средствах реки Сож в районе города Пропойск 21 июля 1941 года дивизия заняла рубеж на восточном берегу реки. 24 июля 1941 года дивизия передала часть личного состава соседней 137-й стрелковой дивизии. Ядро же дивизии было отведено для доукомплектования в район города Гомель.
В начале августа противник форсировал Сож и развернул наступление на Рославль, окружив 28-ю армию. После доукомплектования свежими силами, 132 дивизия выдвинулась в район Кричева наперерез вражеской группировке, опять войдя в состав 13-й армии. Задачей стало обеспечиние прорыва 21-й кавалерийской дивизии в районе между деревнями Киселёва Буда и Селец для удара по тылам рославльской группировки врага. Три дня, с 7 августа, против наступающей 132-й стрелковой дивизии, 137-й стрелковой дивизии и 21-й горнокавалерийской дивизии работал почти весь 2-й воздушный флот Люфтваффе под командованием Кессельринга. Авиация и сухопутные части фактически сорвали ввод в прорыв 21-й кавалерийской дивизии. Сама 132-я стрелковая дивизия понесла большие потери и опять оказалась в окружении. Подразделения дивизии отдельными группами стали выходить из окружения на юг в район поселка Погар. В Погаре пришел приказ продолжать отход в район города Трубачевск, где в селе Негино произошло доукомплектование дивизии отставшими от других частей бойцами и пополнением из Полтавы.
5 сентября дивизия выдвинулась в район захваченного немцами города Новгород-Северский, где в разрыве между войсками Брянского и Юго-Западного фронтов противник пытался захватить переправу через реку Десна. Дивизия отбросила противника на двенадцать километров и освободила два села Хильчичи и Бирин. Однако танки и авиация вынудили дивизию перейти к обороне.  15 сентября 1941 года враг прорвал оборону армии и дивизия отошла на юг вдоль Десны, где заняла оборону на речке Свига, защищая железную дорогу вдоль юга брянских лесов. 30 сентября, после начала нового наступления танков Гудериана, дивизия оказалась в оперативном окружении. Несмотря на оперативное окружение, дивизия продолжала бои. К 3 октября дивизия была полностью окружена в третий раз вместе другими дивизиями 13-й армии.  Остатки 13-й армии безуспешно пыталась пробиться на юго-восток. При прорыве на Севск дивизия вошла в состав ударной группы, наступая в центре на село Негино и овладев несколькими деревнями. За дивизией двинулись другие части на юг в сторону села Быки, от которого начинался лес в сторону линии фронта. Дивизия с боями пробивала дорогу вперед, выводя из окружения главные силы армии. 18 октября  после переправы через реку Свапа дивизия соединилась с основными силами Брянского фронта в районе города Льгов. Во время выхода из окружения, во время битвы за Веселую Калину,  был тяжело ранен командир дивизии генерал-майор Бирюзов С. С.

### Оборона
В декабре 1941 года принимала участие в контрнаступлении советских войск в районе Ельца. Принимала участие в Рославльско-Новозыбковской наступательной операции, Елецкой наступательной операции, Воронежско-Ворошиловградской стратегической оборонительной операции, 

В конце июня 1942 года началось наступление противника на Воронеж. Уже в июле наступление под Воронежем остановилось, хотя основные силы противника продолжали наступление на сталинградском и кавказском направлениях. В районе Воронежа обстановка оставалась напряженной, поскольку рассматривалась возможность выхода немецких войск на южные подступы Москвы.
Воронежско-Касторненская фронтовая наступательная операция (1943) была проведена  в рамках Воронежско-Харьковской наступательной операции. К концу января 1943 года в результате проведения Острогожско-Россошанской наступательной операции немецкие войска оказались в выступе, обращенном вершиной на восток, захватывая город Воронеж. 132-я стрелковая дивизия находилась на северном фланге выступа. По замыслу командования, планировалось  ударами с севера и юга по флангам выступа окружить и уничтожить основные силы врага и освободить город Воронеж и поселок Касторное.
Наступление на южном фланге выступа началось 24 января силами 40 армии, и уже 25 января был освобожден Воронеж. 132-я дивизия в составе 13-й армии начала наступательные действия 26 января, прорываясь из села Гатище на юг в сторону станции Касторное, где уже 28 января встретила наступающие с юга соединения и закончив окружение противника. 29 января дивизия начала наступление на Курск и, после боев на северной окраине города, к 10 февраля освободила город Фатеж. В районе города Дмитриев-Льговский враг сумел собрать силы после поражения под Воронежем и организовать усиленное сопротивление. Не взяв Дмитриев-Льговский, 24 февраля дивизия передала позиции другим частям (194 стрелковая дивизия, 2 танковая армия) и была отведена для доукомплектования. Однако уже 4 марта дивизия вновь заняла боевой рубеж на границе областей между городами Орел и Курск.
Дивизия была заново сформирована в ноябре 1943 года.
Принимала участие в Харьковской наступательной операции 2.02.-3.03.1943 года, Курской битве, Орловской операции,Черниговско-Припятской операции, Харьковской операции, 25 сентября 1943 года форсировала Днепр, принимала участие Люблин-Брестской операции, Варшавско-Познанской операции, Восточно-Померанской операции.
Освобождала города Елец, Ливны, Щигры, Курск, Бахмач, Конотоп.

## Подчинение
- Харьковский военный округ, Резерв Главного Командования, 67-й стрелковый корпус — с марта 1940 года.
- Харьковский военный округ, Группа армий РГК, 67-й стрелковый корпус — с 21 июня 1941 года.
- Группа армий резерва Ставки ВГК, 21-я армия, 67-й стрелковый корпус — на 01.07.1941 года
- Западный фронт, 13-я армия, 20-й стрелковый корпус — с 12.07.1941 года
- Центральный фронт, 13-я армия, 20-й стрелковый корпус — с 24.07.1941 года
- Брянский фронт, 13-я армия — с 15.07.1941 года
- Юго-Западный фронт, 13-я армия — с 11.11.1941 года
- Брянский фронт, 13-я армия — с 25.12.1941 года
- Центральный фронт, 13-я армия, 28-й стрелковый корпус — с 13.03.1943 года
- Центральный фронт, 70-я армия, 28-й стрелковый корпус — на 01.07.1943 года
- Центральный фронт, 60-я армия, 77-й стрелковый корпус — на 01.10.1943 года
- Воронежский фронт, 60-я армия, 77-й стрелковый корпус — с 06.10.1943 года
- Белорусский фронт, 65-я армия, 105-й стрелковый корпус — с 20.10.1943 года
- 2-й Белорусский фронт, 25-й стрелковый корпус, фронтовое подчинение — на 01.04.1944 года
- 1-й Белорусский фронт, 47-я армия, 129-й стрелковый корпус — с 01.07.1944 года

## Состав
- 498-й стрелковый полк
- 605-й стрелковый полк
- 712-й стрелковый полк
- 460-й армейский миномётный полк

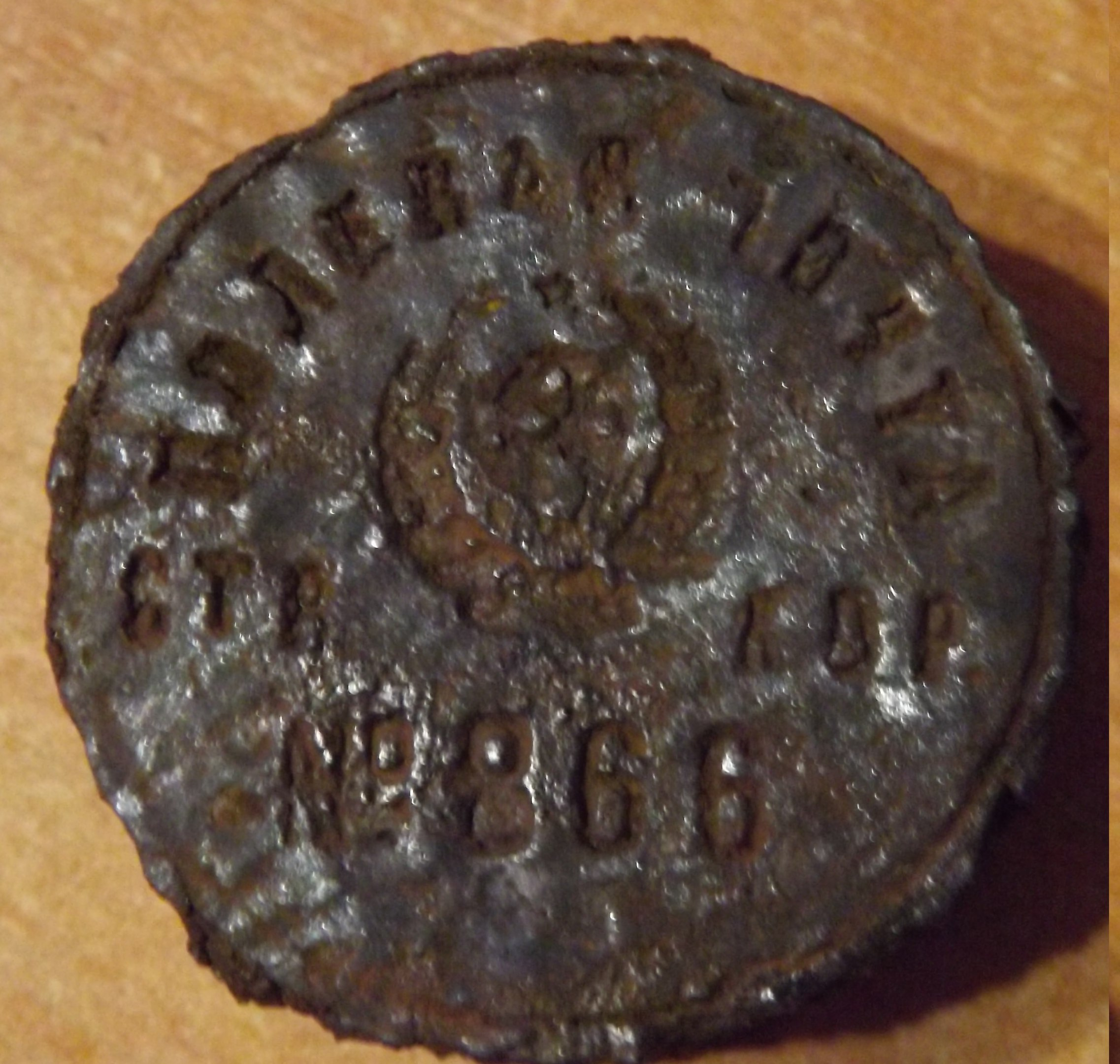
Печать «Полевая почта № 866» (132-я стр. дивизия).

- 489-й гаубичный артиллерийский полк (расформирован в районе Ярцева, в августе 1941 г.)
- 425-й артиллерийский полк
- 23-й (214-й) отдельный истребительно-противотанковый дивизион
- 340-й отдельный зенитный артиллерийский дивизион
- 190-я отдельная разведывательная рота
- 237-й отдельный сапёрный батальон
- 296-й отдельный батальон связи(20 отдельная рота связи)
- 223-й медико-санитарный батальон
- 4(58-я) отдельная рота химический защиты
- 199-й автотранспортный батальон
- 333-я полевая хлебопекарня
- 866-я (886-я) полевая почтовая станция
- 240-я полевая касса Государственного банка

Перечень № 5 Стрелковых, горнострелковых, мотострелковых и моторизованных дивизий, входивших в состав действующей армии в годы Великой Отечественной войны 1941—1945 гг. / А. П. Покровский. — М.: Министерство обороны, 1956. — 218 с.

## Командование

### Командиры
- Бирюзов, Сергей Семёнович (16.08.1939 — 15.10.1941), комбриг, с 4.06.1940 генерал-майор
- Мищенко, Андрей Авксентьевич (16.10.1941 — 16.02.1942), полковник
- Бирюзов, Сергей Семёнович (17.02.1942 — 17.04.1942), генерал-майор
- Дудкин, Михаил Аркадьевич (18.04.1942 — 12.06.1942), майор
- Шкрылев, Тимофей Калинович (13.06.1942 — 09.10.1943), полковник, с 14.02.1943 генерал-майор
- Пахомов, Иван Сергеевич (10.10.1943 — 05.11.1943), полковник
- Стефанович, Игнат Тимофеевич (06.11.1943 — 01.12.1943), полковник
- Белов, Алексей Михайлович (02.12.1943 — 29.12.1943), полковник
- Гавилевский, Пётр Саввич (30.12.1943 — 04.05.1944), полковник
- Цвинтарный, Яков Герасимович (05.05.1944 — 12.08.1944), полковник. 12 августа 1944 года погиб в бою.
- Смирнов, Николай Васильевич (21.08.1944 — 20.10.1944), полковник
- Соловьёв, Иван Владимирович (21.10.1944 по 09.05.1945), полковник

### Заместители командира
- Лозанович, Леонид Николаевич (13.09.1942 — 02.10.1942), полковник

## Награды
| Награды (наименования)             | Дата награждения                                                    | За что награждена |
| ---------------------------------- | ------------------------------------------------------------------- | --- |
| Почётное наименование «Бахмачская» | Приказ Верховного Главнокомандующего от 9 сентября 1943 года.       | В ознаменование одержанной победы и отличие в боях за освобождение города Бахмач                                                   |
| Орден Красного Знамени             | Указ Президиума Верховного Совета СССР от 15 сентября 1943 года     | За обрацовое выполнение заданий командования на фронте борьбы с немецкими захватчиками и проявленные при этом доблесть и мужество. |
| Орден Суворова II степени          | Указ Президиума Верховного Совета СССР от 15 января 1944 года       | За обрацовое выполнение заданий командования на фронте борьбы с немецкими захватчиками и проявленные при этом доблесть и мужество. |
| Орден Красного Знамени             | Указ Президиума Верховного Совета СССР от 23 июля 1944 года         | за успешное выполнение заданий командования в боях с немецкими захватчиками за освобождение города Ковеля.                         |
| Почётное наименование «Варшавская» | Приказ Верховного Главнокомандующего № 010 от 19 февраля 1945 года. | В ознаменование одержанной победы и отличие в боях за освобождение Варшавы.                                                        |

Награды частей дивизии:
- 498 стрелковый ордена Суворова[7] полк
- 605 стрелковый ордена Кутузова[7] полк
- 712 стрелковый орденов Суворова[7] и Кутузова[8] полк
- 425-й артиллерийский ордена Кутузова[7] полк
- 23 отдельный истребительно-противотанковый ордена Богдана Хмельницкого[7] дивизион

## Отличившиеся воины дивизии
- Артёмов, Пётр Михайлович — капитан, командир 2 батальона 498 стрелкового полка. Звания Героя Советского Союза удостоен 24.03.1945 за мужество, проявленное в боях за освобождение Ковеля.
- Боканев, Алексей Михайлович — рядовой, стрелок 498 стрелкового полка. Звания Героя Советского Союза удостоен 24.03.1945 за мужество, проявленное в боях в районе Ковеля.
- Бураков, Василий Николаевич — лейтенант, командир батареи 712-го стрелкового полка. Звания Героя Советского Союза удостоен 27.10.1943 за форсирование Днепра.
- Бутаев, Георгий Данилович, лейтенантат, парторг стрелкового батальона 712 стрелкового полка. Звания Героя Советского Союза удостоен 27.10.1943 года (посмертно) за форсирование Днепра.
- Дергилев, Егор Иванович, старшина, санитарный инструктор роты 605 стрелкового полка. Звания Героя Советского Союза удостоен 27.10.1943 года за форсирование Днепра.
- Дешин, Иван Семёнович — капитан, командир 1 стрелкового батальона 605 стрелкового полка. Звания Героя Советского Союза удостоен 24.03.1945 за мужество и героизм, проявленные в боях при прорыве обороны немцев в районе г. Ковеля.
- Дудецкий, Николай Митрофанович, командир 498-го стрелкового полка, подполковник. Герой Советского Союза. Звание присвоено 06.04.1945 года за отвагу при форсировании Вислы
- Желтоплясов, Иван Фёдорович, Командир пулемётного отделения 498-го стрелкового полка младший сержант. Герой Советского Союза. Звание присвоено 24.03.1945 года за отвагу при форсировании 20.07.1944 года Западного Буга (огнём прикрыл переправу батальона. При прорыве обороны противника на западном берегу выдвинулся с группой бойцов вперёд, отразил контратаку врага, удержал позицию до подхода батальона).
- Исупов, Николай Антонович, капитан, заместитель командира стрелкового батальона 712 стрелкового полка по политической части. Звания Героя Советского Союза удостоен 27.10.1943 года за форсирование Днепра.
- Карпов, Сергей Фёдорович — майор, замполит 498 стрелкового полка. Звания Героя Советского Союза удостоен 17.10.1943 г. (посмертно) за форсирование Днепра.
- Касинов, Поликарп Минович — капитан, адъютант старший стрелкового батальона 605-го стрелкового полка. Звания Героя Советского Союза удостоен 27.02.1945 года за форсирование Вислы.
- Крымов, Михаил Иванович, старший лейтенант, командир 190 отдельной разведывательной роты. Звания Героя Советского Союза удостоен 27.10.1943 года за форсирование Днепра.
- Куренков, Иван Иванович — младший лейтенант, командир взвода 605-го стрелкового полка. Звания Героя Советского Союза удостоен 17.10.1943 г. за форсирование Днепра.
- Кущ, Василий Андреевич, ефрейтор, сапёр 237 отдельного сапёрного батальона.
- Лёвкин, Никанор Александрович, полковник, командующий артиллерией дивизии. Звания Героя Советского Союза удостоен 31.05.1945 за отличие в боях за Берлин.
- Мельников, Андрей Иосифович, Герой Советского Союза, капитан, заместитель командира дивизиона 425-го артиллерийского полка по политической части. Звания Героя Советского Союза удостоен 17.10.1943 г. за героизм, проявленных в боях под г. Бахмач и форсировании Днепра. Пропал без вести 28.10.1943.
- Мин, Александр Павлович (1915-09.07.1944), командир батальона 605-го стрелкового полка. Герой Советского Союза. (посмертно). Звание присвоено 24.03.1945 года за отвагу в бою 04-05.07.1944 года (с батальоном отразил 5 контратак врага, преследуя отходящего противника, захватил село Старые Каширы).
- Мироненко, Иосиф Акимович — старшина, помощник командира взвода ПТР 2 стр.батальона 605 стрелкового полка. Звание героя Советского Союза присвоено 17.10.1943 за героизм, провяленный при формировании рек Сейм, Десна, Днепр. Погиб 10.01.1944 г.
- Мирошниченко, Иван Семёнович, сержант, командир отделения сапёрного взвода. Погиб в бою 22 июня 1945 года.
- Мосин, Иван Яковлевич, рядовой, командир пулемётного расчёта 605 стрелкового полка. Звания Героя Советского Союза удостоен 17.10.1943 г. за форсирование Днепра. Погиб в бою 17 октября 1943 года.
- Петрищев, Сергей Иванович, лейтенант, командир батареи 120-мм миномётов 605 стрелкового полка.
- Присекин, Тимофей Зотович — старший сержант, командир отделения 605 стрелкового полка. Звание Героя Советского Союза присвоено 24.03.1945 за отличие в боях при освобождении Белоруссии (в рукопашном бою лично уничтожил 15 гитлеровцев). Погиб 19 августа 1944 г.
- Прудченков, Фёдор Николаевич, командир стрелкового батальона 605-го стрелкового полка, старший лейтенант. Герой Советского Союза. Звание присвоено 17.10.1943 года за отвагу при форсировании Днепра
- Роговский, Михаил Константинович, сержант, командир отделения 498-го стрелкового полка. Полный кавалер орденов Славы трёх степеней. Награждён 23.01.1945, 05.03.1945, 31.05.1945
- Скусниченко, Яков Соловьёвич — капитан, заместитель командира 1 батальона 498 стрелкового полка по политической части. Звание героя Советского Союза присвоено 17.10.1943 за героизм, провяленный при формировании рек Сейм, Десна, Днепр (посмертно). Погиб 25.09.1943 г.
- Соловьёв, Иван Владимирович — полковник, командир дивизии. Звания Героя Советского Союза удостоен 06.04.1945 г. за освобождение Варшавы.
- Сулейманов, Ризван Баширович — капитан, командир батальона 498 стрелкового полка. Звания Героя Советского Союза удостоен 17.10.1943 г. Батальон под командованием Сулейманова Р. Б. первым в дивизии переправился через р. Десна, очистил от фашистов два населённых пункта, отразил две контратаки противника. После чего удерживал позиции до подхода основных сил, позволив дивизии форсировать р. Десна.
- Султанов, Закир — лейтенант, командир взвода противотанковых ружей 498-го стрелкового полка. Звания Героя Советского Союза удостоен 24.03.1945 за форсирование реки Висла.
- Усанин, Илья Афанасьевич — младший сержант, наводчик 23-го отдельного истребительно-противотанкового дивизиона. 5 июля 1943 г. в бою на Курской дуге уничтожил 2 танка. После того как кончились снаряды с противотанковой гранатой в руке бросился под фашистский танк. Звания Героя Советского Союза удостоен 16.11.1943 г. (посмертно).
- Хохлов, Анатолий Иванович, капитан, офицер разведки 498-го стрелкового полка. Звания Героя Советского Союза удостоен 24.03.1945 за форсирование реки Висла.
- Целио, Георгий Кузьмич (1909 — 19.04.1945), командир штурмового батальона 605-го стрелкового полка, майор. Герой Советского Союза (посмертно). Звание присвоено 31.05.1945 года за отвагу в бою при форсировании Одера 16.04.1945 года. (с бойцами вверенного ему батальона ворвался в траншеи противника и захватил станцию).
- Чибисов, Конон Николаевич, Командир стрелковой роты 605-го стрелкового полка, старший лейтенант. Герой Советского Союза. Звание присвоено 27.02.1945 года за отвагу в бою 15.01.1945 года при форсировании Вислы (рота прорвала оборону противника и с ходу переправилась через Вислу, захватила рубеж и удерживала его до подхода основных сил)
- Шкрылев, Тимофей Калинович, генерал-майор, командир дивизии. Звания Героя Советского Союза удостоен 17.10.1943 г. за форсирование реки Днепр.
- Щербаков, Пётр Павлович (15.02.1913 — 01.03.1945), командир батальона 712-го стрелкового полка 132-й стрелковой дивизии. Звания Героя Советского Союза удостоен 27.02.1945 г. за форсирование Вислы.
- Яшин, Иван Васильевич, капитан, парторг 1-го батальона 605-го стрелкового полка. Удостоен звания Героя Советского Союза 17.10.1943 г. за мужество, проявленное при форсировании реки Сейм, освобождении городов Конотоп, Бахмач, а также форсирование реки Днепр.

## Памятники и братские захоронения

### 1941 год
- Братская могила около деревни Александровка-1 Славгородского района Могилевской область, где захоронены воины 132 стрелковой дивизии и других подразделений, павшие при выходе из окружения в июле 1941 года
- Братская могила в селе Кривоносовка (Кривоносівка) Середино-Будского района Сумской области Украины, где захоронены воины 132 стрелковой дивизии и других подразделений, павшие в сентябре 1941 года

### 1943 год
- Братская могила в селе Средние Апочки Горшеченского района Курской области, где захоронены 54 воина 605 стрелкового полка 132-й стрелковой дивизии, павшие в сражении 6 февраля 1943 года
- Братская могила в городе Болхов Орловской области, где захоронены воины 605 стрелкового полка 132 стрелковой дивизии и других подразделений, павшие в феврале и июне-августе 1943 года
- Братская могила в селе Гнилец Троснянского района Орловской области, где захоронены 427 бойца 1-го батальона 605 стрелкового полка 132-й стрелковой дивизии, павшие в сражениях на Северном фасе Курской дуги 7 июля 1943 года
- Братская могила в селе Прелестное Прелестненского сельского поселения Белгородской области, где захоронены воины 132-го стрелкового полка и других подразделений, погибшие в июле-августе 1943 года
- Братская могила в селе Сиволож Борзнянского района Черниговской области Украины, где захоронены воины 605 стрелкового полка 132 стрелковой дивизии, павшие при освобождении села Сиволож 12 сентября 1943 года